# Deathloop
Deathloop (укр. Смертельна петля) — пригодницька відеогра 2021 року, розроблена Arkane Studios і видана Bethesda Softworks для Windows і PlayStation 5 як тимчасовий консольний ексклюзив 14 вересня 2021 року.

## Сюжет
Гра починається з того, що ви опиняєтеся на березі острова Чорний Риф, не знаючи хто ви й чому ви тут. Ваше ім'я — Кольт Ван, але невідомо, який був ваш шлях до цього місця та що відбувається на острові. Відомо лише те, що тут присутня пані Джуліана, яка має намір вбити вас, та те, що ви не зможете померти, оскільки опинилися в часовій петлі та повинні прожити один і той самий день на цьому острові раз за разом.

## Розробка
Deathloop розроблюється ліонською студією Arkane Studios, відомою, зокрема франшизою Dishonored. Гра анонсована на E3 2019 на конференції Bethesda. На презентації PlayStation у червні 2020 року показали ігровий процес, а вихід анонсували на кінець 2020 року на ПК та PlayStation 5. Однак незабаром після цього перенесли на 2 квартал 2021 року.

## Огляди
На сайті GamdevDou вийшов огляд від редактора Сергія Коршунова, який оцінив гру на 9 балів з 10. Плюсами проєкту він назвав цікавий сюжет, «неймовірний левел-дизайн», графіку, яка, хоча і «не зриває дах», але «виглядає стильно», та ігровий процес, що дає багато свободи гравцеві.